# Daishiro Yoshimura
Daishiro Yoshimura, född 16 augusti 1947 i São Paulo, Brasilien, död 1 november 2003, var en japansk fotbollsspelare.